# Tratti costieri d'Italia

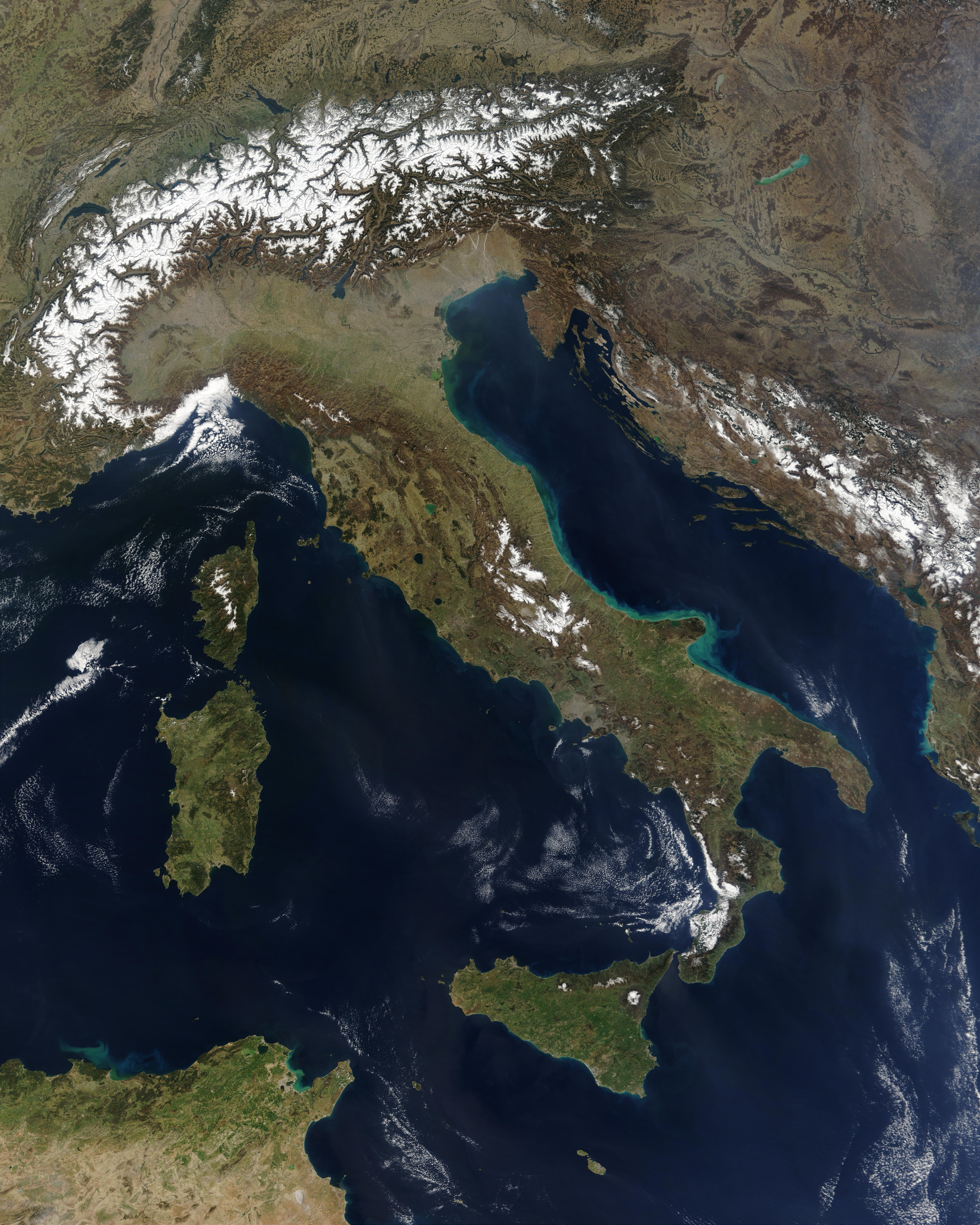

La costa italiana è lunga circa 7.914 km e presenta le forme più varie, è suddivisa in varie micro-regioni, caratterizzate ognuna da tipiche peculiarità, che si estendono lungo il Mar Ligure, il Mar Tirreno, il Mar di Sicilia, il Mar di Sardegna, il Mar Ionio e il Mare Adriatico.
Tali suddivisione possono essere sorte per vari motivi: per ragioni storiche o geografiche, oppure per motivi di carattere turistico e di marketing (come il caso della Costa Smeralda), che pian piano ha però assunto, tramite l'uso comune, de facto di connotare un particolare tratto della costa italiana.

## Liguria

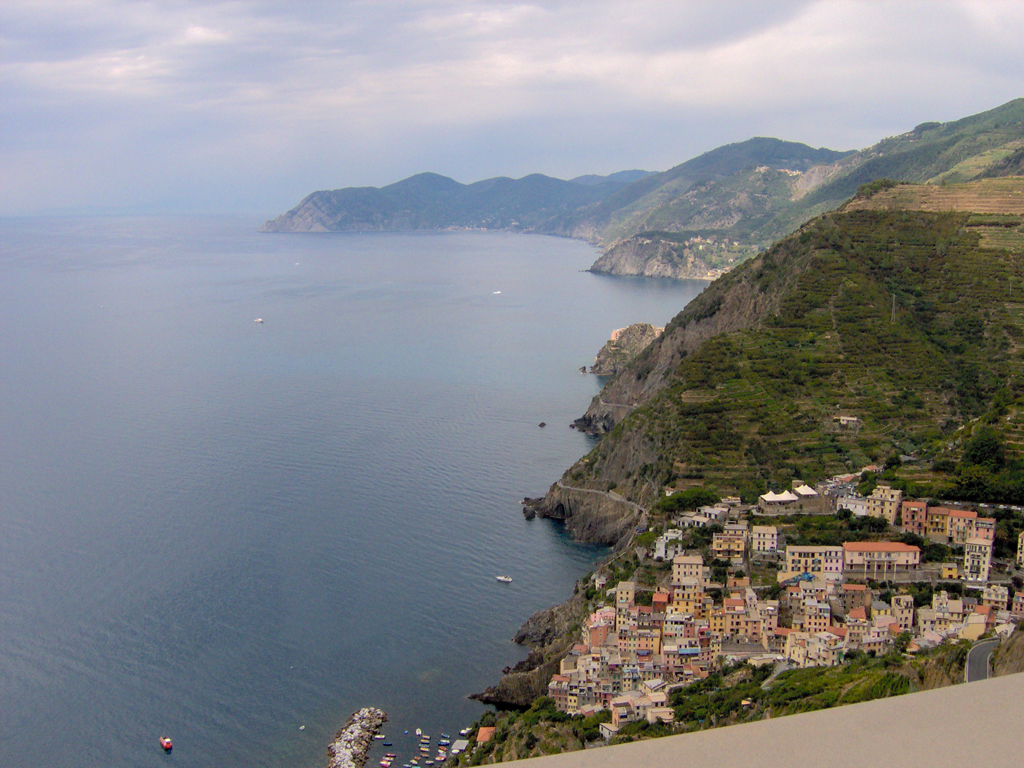
Cinque Terre

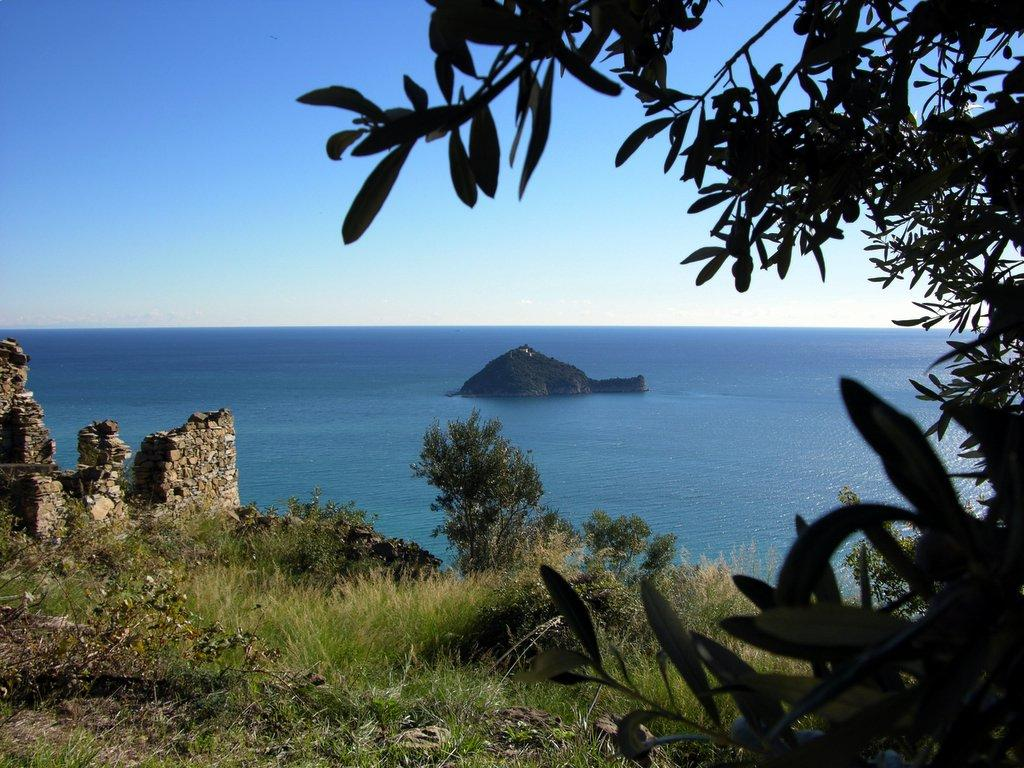
Costa delle Palme

- Riviera dei Fiori: è quel tratto di costa della Liguria, facente parte della Riviera ligure di Ponente che si estende da Andora (capo Mele) e fino al confine con la Francia, dopo Ventimiglia. È caratterizzata da spiagge ampie e sabbiose e da tratti rocciosi, come d'altronde il resto della Riviera ligure, e da un entroterra collinoso fino a poche centinaia di metri dal mare, un tempo soprattutto coltivato ad uliveto. Tipico della Riviera dei Fiori è il clima estremamente mite, poco piovoso e molto soleggiato.
- Riviera di Levante: è un tratto di costa ligure lungo circa 130 km che, insieme alla Riviera di Ponente, compone la Riviera ligure (talvolta indicata semplicemente come Riviera).
- Riviera di Ponente: è la regione geografica che comprende il tratto di costa posto nella parte occidentale della Liguria noto nella sua totalità come Riviera Ligure. Si estende dai quartieri occidentali di Genova fino al confine francese, in prossimità della città di Ventimiglia.
- Riviera spezzina: è un tratto della Riviera di Levante della Liguria, interamente sviluppata nella provincia della Spezia che va da Deiva Marina a Porto Venere.
- Cinque terre: sono un frastagliato tratto di costa della riviera ligure di levante situato nel territorio della provincia della Spezia tra Punta Mesco e Punta di Montenero, nel quale si trovano cinque borghi o, come si diceva anticamente, terre, qui elencati da ovest verso est: Monterosso al Mare, Vernazza, Corniglia, Manarola, Riomaggiore.
- Riviera delle palme: è quel tratto di costa della Liguria, facente parte della Riviera Ligure di Ponente, che si estende dal comune di Varazze fino a quello di Andora.
- Riviera del Beigua: è una parte della Riviera di Ponente comprende parte del territorio costiero delle province di Savona e Genova per circa 25 km.

## Toscana

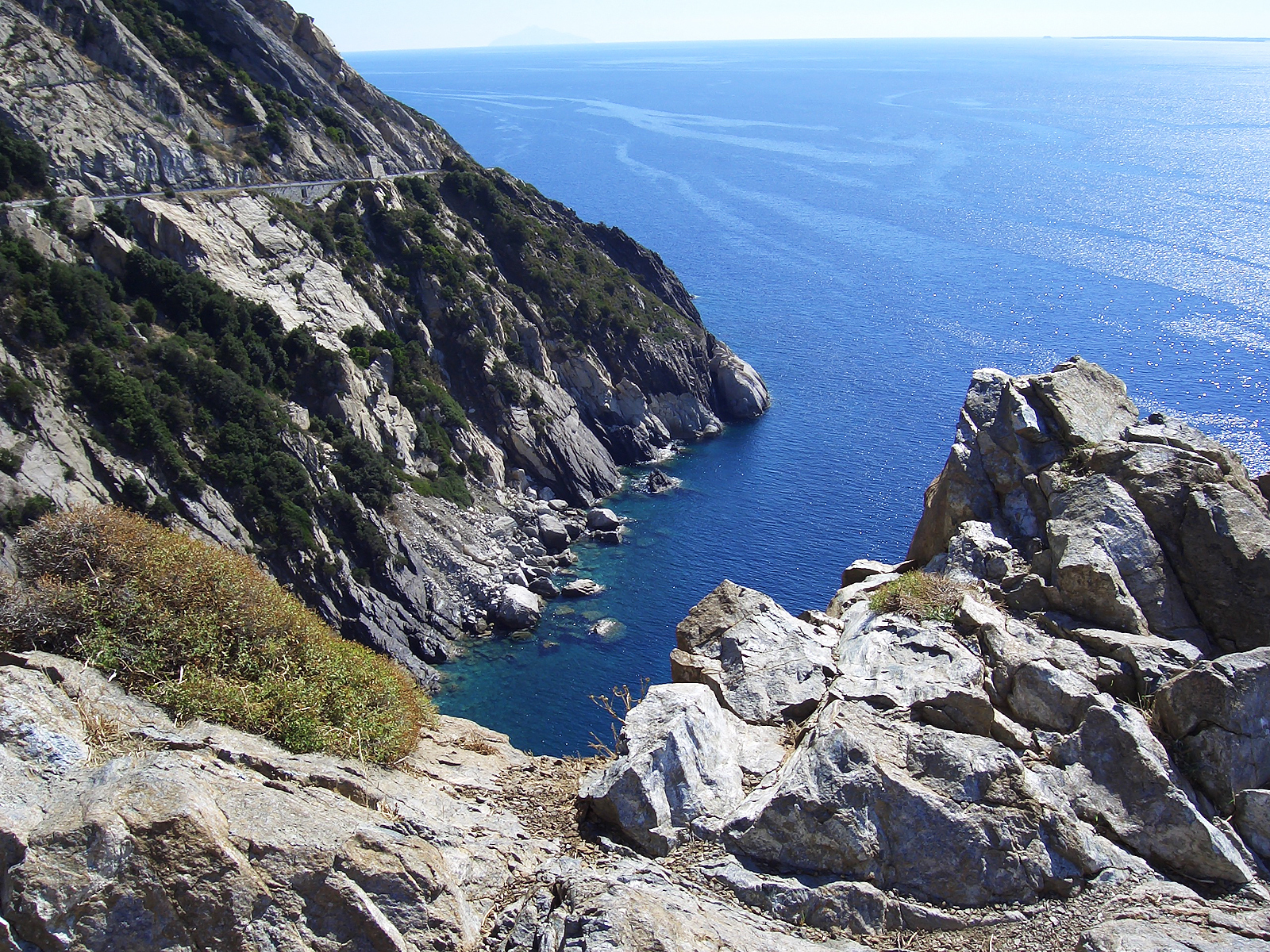
Costa del Sole

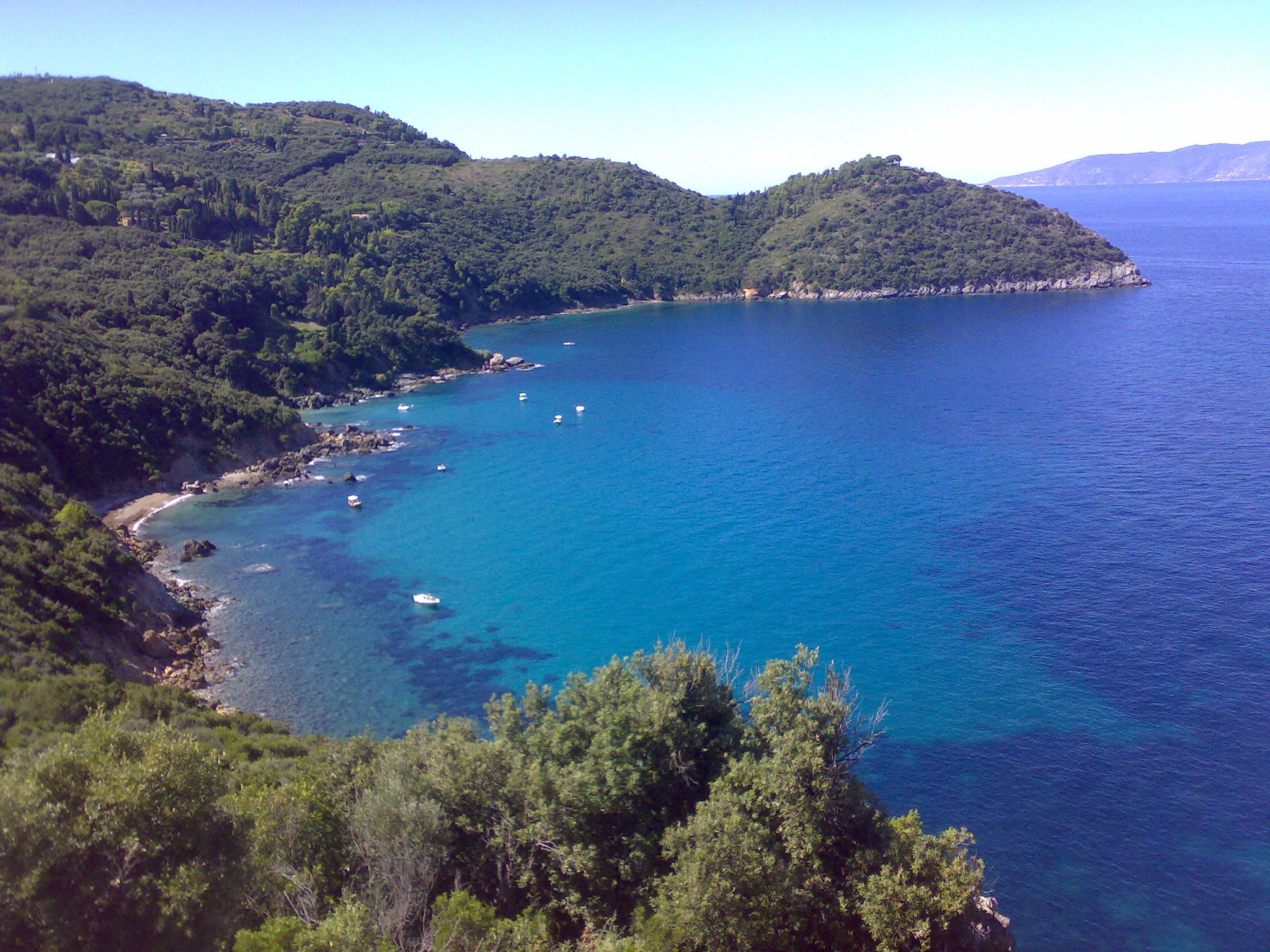
Costa d'Argento

- Costa apuana: nota anche come riviera apuana, è costituita dal litorale e dall'immediato retroterra pianeggiante compreso tra i fiumi Magra e Versilia, chiusa a est dai massicci delle Alpi Apuane.
- Costa del Sole: è un tratto costiero dell'isola d'Elba che si stende fra i comuni di Marciana e Campo nell'Elba, nella parte sud-occidentale dell'isola. Il tratto di costa, lungo poco più di 10 km, è quello incorniciato dagli abitati di Colle d'Orano e di Cavoli, ed è dominato dalla mole del Monte Capanne.
- Riviera Lucchese: una parte della Toscana nord-occidentale, che comprende la costa meridionale della provincia di Lucca.
- Versilia: è la parte della Toscana nord-occidentale all'interno della provincia di Lucca, prende il nome dal fiume Versilia.
- Litorale pisano: è il tratto di mare compreso nella provincia di Pisa, attraverso Migliarino Pisano, Marina di Pisa, Tirrenia e Calambrone. In questo tratto vi sono ben tre aree protette, fra le quali un parco naturale (San Rossore).
- Costa degli Etruschi: comprende l'intero territorio continentale della provincia di Livorno, interessando da sud verso nord i territori comunali di Piombino, San Vincenzo, Castagneto Carducci, Bibbona, Cecina, Rosignano Marittimo e Livorno, nonché i comuni dell'entroterra, ovvero Collesalvetti, Sassetta, Suvereto e Campiglia Marittima. È così denominata per le numerose necropoli etrusche presenti principalmente tra il Golfo di Baratti e Populonia, che in origine era l'unica città etrusca sorta lungo la fascia costiera; la denominazione si è estesa successivamente all'intero litorale della provincia di Livorno, in gran parte corrispondente alla Maremma livornese (l'antica Maremma pisana).
- Costa d'Argento: occupa l'estremità meridionale della Toscana, in provincia di Grosseto. Interessa i territori comunali di Monte Argentario, Orbetello e Capalbio, situati nella Maremma grossetana.

## Lazio
- Riviera di Ulisse: rientra nel Parco regionale Riviera di Ulisse, ubicato nel lembo meridionale della Regione Lazio, e si estende lungo la costa del golfo di Gaeta e comprende i territori delle aree protette ricadenti nei comuni di Gaeta, Formia, Minturno e Sperlonga: il Monte Orlando (Gaeta), il parco regionale di Gianola e del Monte di Scauri (Formia e Minturno) e il Promontorio Villa Tiberio e Torre Capovento - Punta Cetarola (Sperlonga).
- Riviera di Circe: si estende lungo il parco nazionale del Circeo, unendo i comuni di Anzio, Sabaudia, San Felice Circeo, e Terracina; a questi vanno aggiunte le isole ponziane (Ponza, Palmarola, Zannone, Gavi, Ventotene, Santo Stefano.
- Riviera degli Etruschi: si estende lungo la Maremma laziale, da Marina di Pescia Romana fino a Ladispoli, passando per Montalto di Castro, Tarquinia, Civitavecchia e Santa Marinella.

## Campania

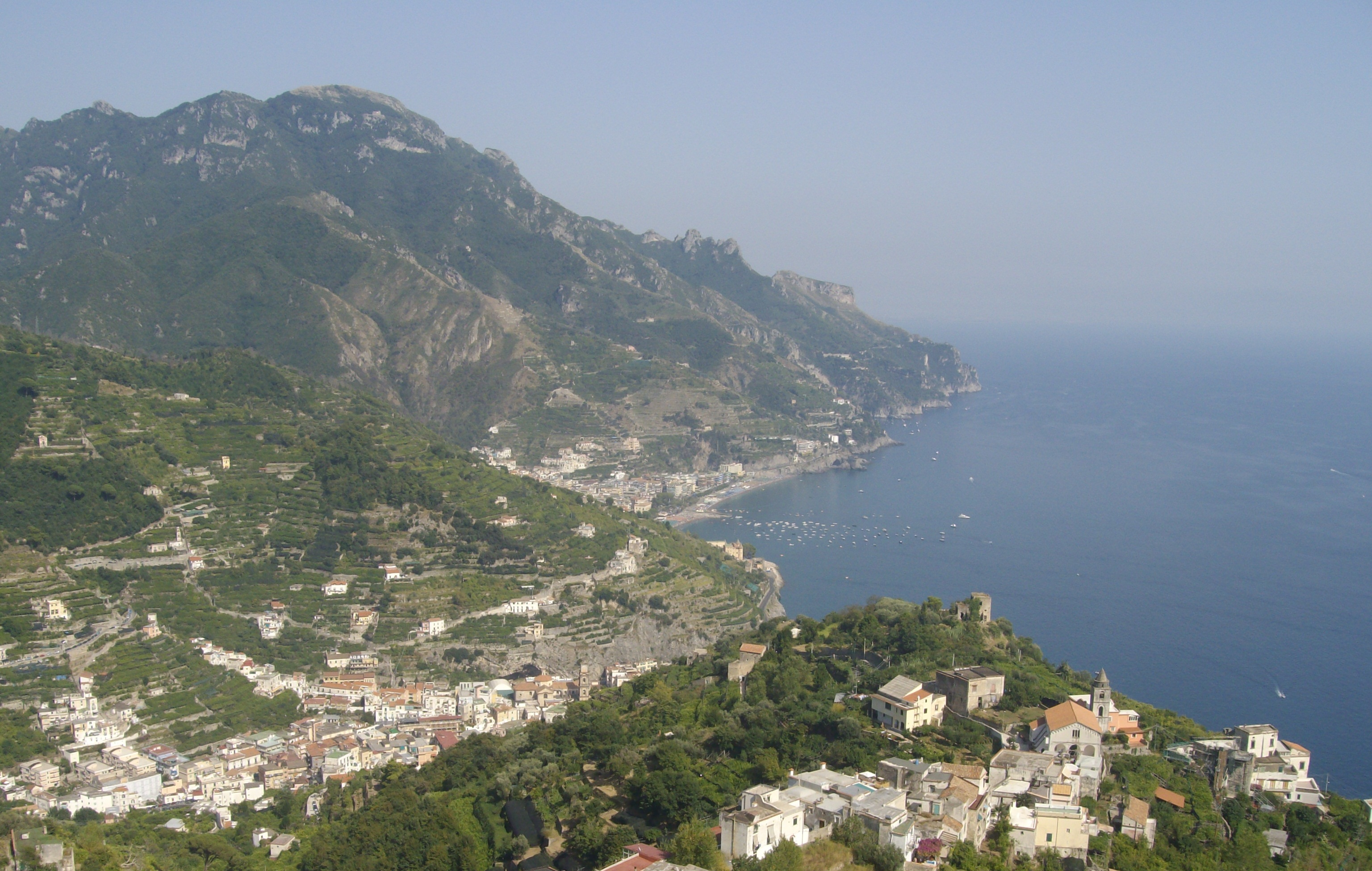
Costiera amalfitana

- Costiera amalfitana: è il tratto di costa campana, situato a sud della penisola sorrentina, che si affaccia sul golfo di Salerno; è delimitato ad ovest da Positano e ad est da Vietri sul Mare. È un tratto di costa famoso in tutto il mondo per la sua bellezza naturalistica, sede di importanti insediamenti turistici. Considerato patrimonio dell'umanità dall'UNESCO prende il nome dalla città di Amalfi, nucleo centrale della costiera non solo geograficamente, ma anche storicamente.
- Costiera sorrentina: il tratto di costa campana, situato a nord della penisola sorrentina, che si affaccia sul golfo di Napoli; è delimitato ad est da Massa Lubrense, comune che funge da divisoria tra la costiera sorrentina e quella amalfitana e a nord-ovest da Castellammare di Stabia.
- Costiera Cilentana: è il tratto di costa campana compreso tra il golfo di Salerno e il golfo di Policastro, nel Cilento.

## Calabria

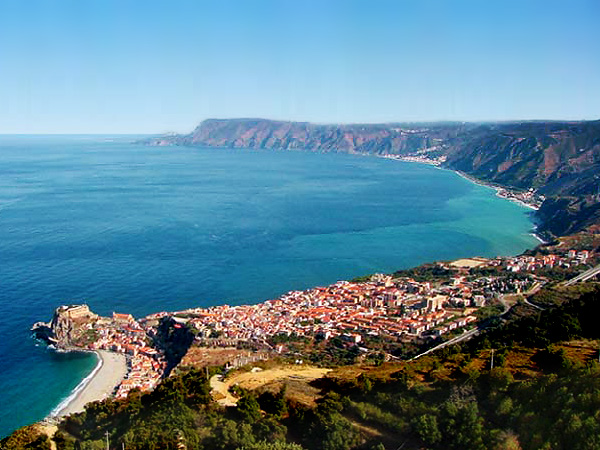
Costa Viola

- Costa Viola: è il nome con cui si identifica un'area geografica della provincia di Reggio C. immediatamente a nord del capoluogo e rientrante nell'area metropolitana di Reggio C., che si affaccia sul mar Tirreno e sullo Stretto di Messina. Splendidi panorami sulle Eolie da godere dalla omerica Scilla, Bagnara e dal promontorio del Monte Sant'Elia.
- Riviera dei Cedri: è il toponimo che identifica una fascia di territorio dell'Alto Tirreno Cosentino in Calabria che comprende, tradizionalmente, anche una parte del territorio montano che si trova immediatamente a ridosso della zona costiera.
- Costa dei gelsomini: è il nome con cui si identifica una zona costiera della provincia di Reggio C. bagnata dal mar Jonio. La Riviera prende il nome dalla tipica coltivazione della pianta di gelsomino, bello e delicato ma anche robusto e rampicante, diffusa in tutta la provincia reggina ma in particolar modo qui, tra punta Stilo e capo Spartivento. Di particolare interesse sono i siti archeologici di Locri Epizefiri, di Casignana e di Gioiosa J. Non meno interessanti sono Gerace e Roccella J. che col suo castello domina la costa.
- Costa degli Dei: è un tratto di costa che si sviluppa tra Pizzo C. e Nicotera, sul corno di Calabria che coincide con la riviera della provincia di Vibo Valentia e divide il Golfo di Gioia Tauro dal Golfo di Sant'Eufemia, di particolare interesse turistico con al centro la "Perla del Tirreno" definizione attribuita Tropea e famosissimo è anche, nello stesso comprensorio, Capo Vaticano.
- Costa dei Saraceni: è il tratto di costa calabrese che si sviluppa tra Punta Alice e Capo Rizzuto. La costa è caratterizzata da un alternarsi di promontori e golfi con spiagge ampie e sabbiose e contraddistinte da una natura selvaggia e costellata da vari siti archeologici.

## Basilicata
- Maratea: è il tratto di costa che si affaccia sul Mar Tirreno  in provincia di Potenza.
- Metapontino: è il tratto di costa che si affaccia sul Mar Ionio  in provincia di Matera.

## Molise

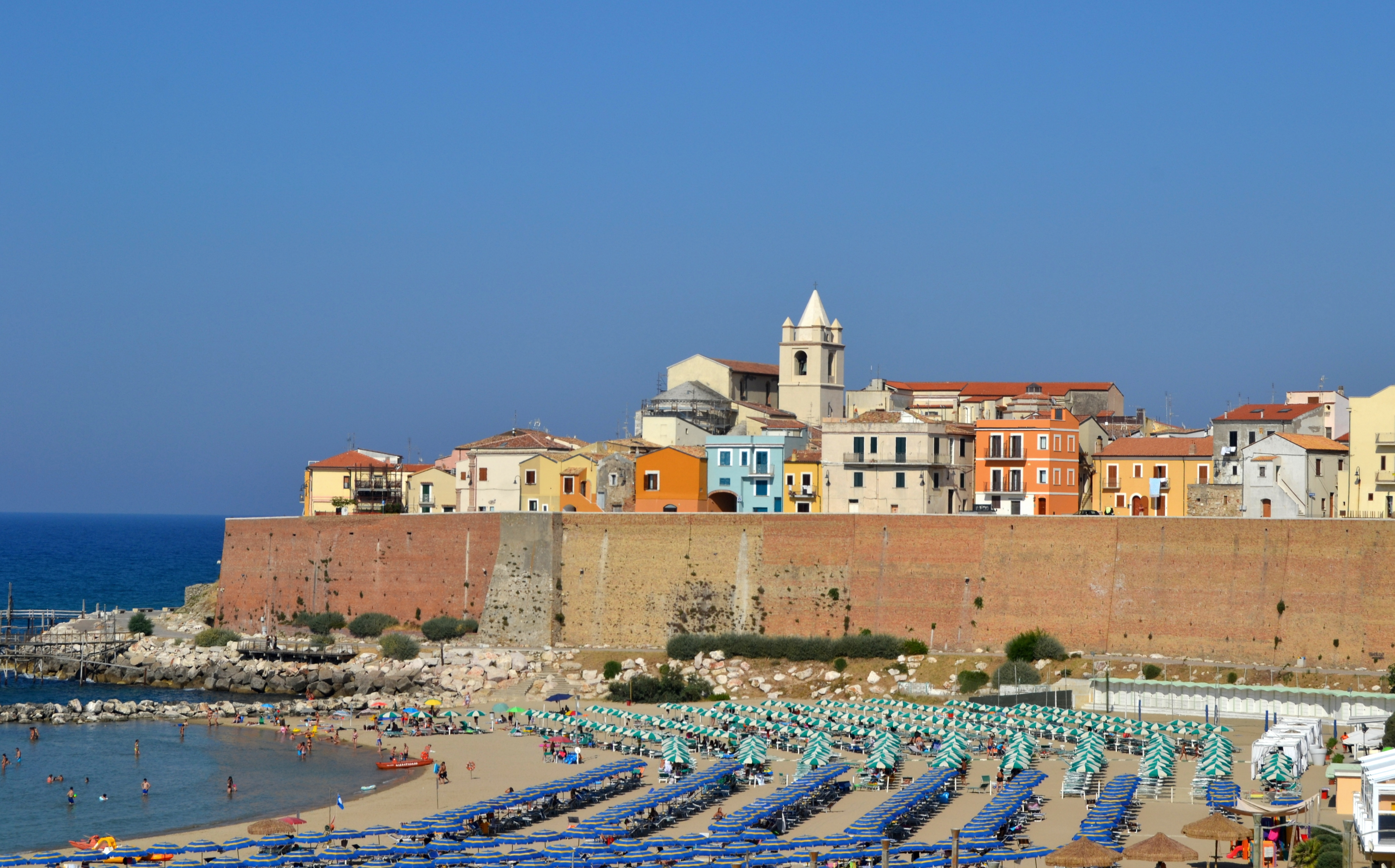
Borgo Antico di Termoli con le mura a picco sul mare

- Costa molisana: si estende per 35 km di costa bassa e sabbiosa tranne per il promontorio sul quale è arroccato il borgo antico di Termoli, circondato da mura che terminano a picco sul mare.

## Abruzzo
- Costa dei Trabocchi: corrisponde al tratto di litorale Adriatico della provincia di Chieti (Abruzzo) segnato dalla diffusione del trabocco, macchina da pesca su palafitta.

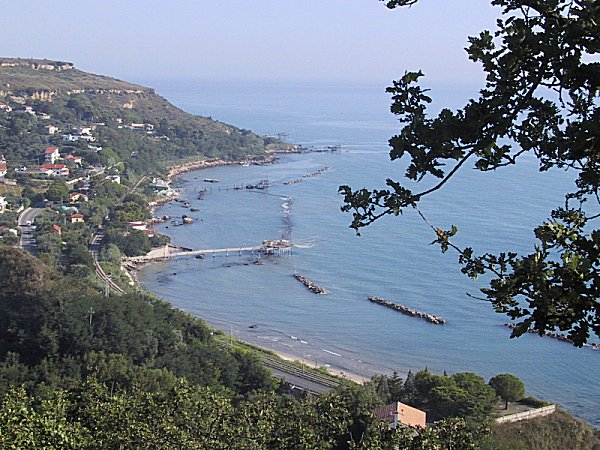
Costa dei Trabocchi

## Marche

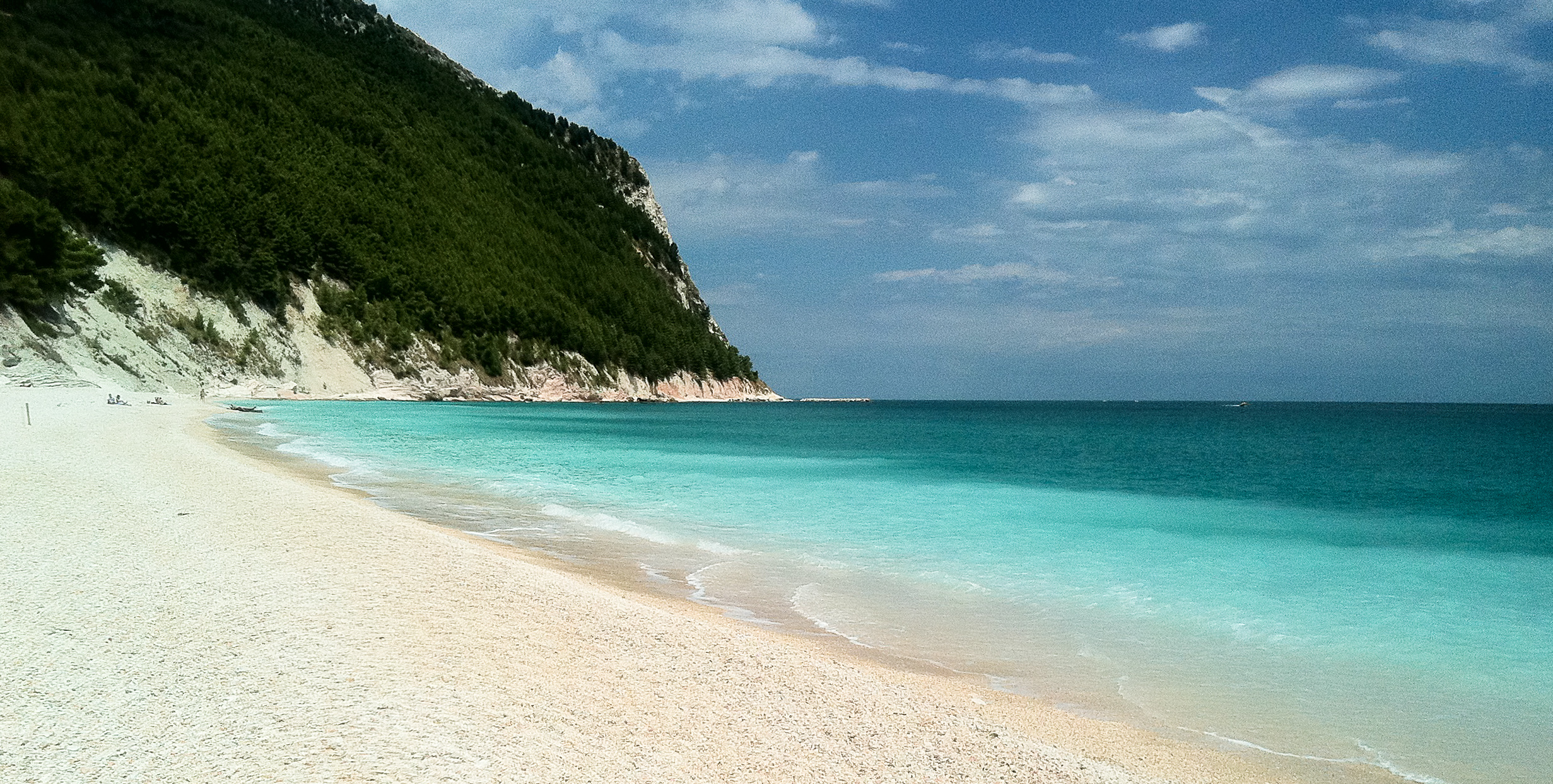
Riviera del Conero

- Riviera del Conero: è un tratto di costa marina che si affaccia sul Mar Adriatico, poco a sud della città di Ancona, capoluogo di Regione, dotato di un porto turistico e commerciale. Prende nome dalle pendici del Monte Conero, promontorio alto 572 metri, a picco sul mare, protetto nel Parco regionale del Conero.
- Riviera delle Palme: è una denominazione turistica che individua quel tratto di costa marchigiana che va da Cupra Marittima al fiume Tronto, passando per Grottammare e San Benedetto del Tronto, caratterizzato dalla presenza di migliaia di palme, in prevalenza delle specie Phoenix canariensis e sylvestris.

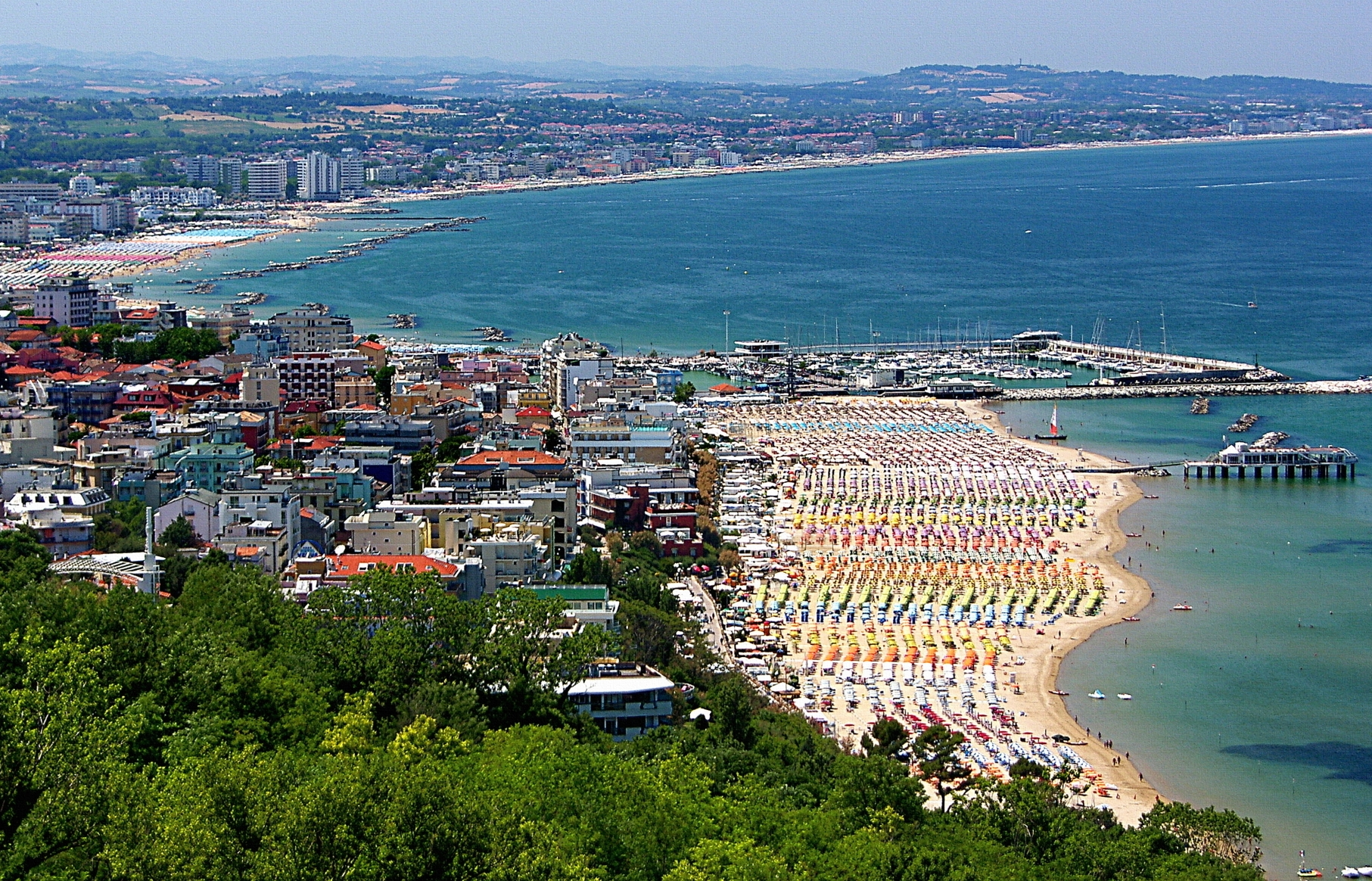
Riviera romagnola

## Emilia-Romagna
- Riviera romagnola: è un tratto di costa marina che si affaccia sul Mar Adriatico, lungo poco meno di un centinaio di chilometri.
- Lidi ferraresi: sono sette località balneari situate sulla riviera emiliana nel comune di Comacchio, in provincia di Ferrara. Distano da Ferrara 55 chilometri e si sviluppano lungo un litorale di circa 25 chilometri compresi fra la provincia di Rovigo a nord e la provincia di Ravenna a sud con la quale condivide i confini della riviera romagnola.

## Veneto
- Costa veneziana: è la riviera turistica della provincia di Venezia ed è un tratto di costa marina che si affaccia sul golfo che prende il nome dal capoluogo ed è lungo circa 130 chilometri.

## Sardegna

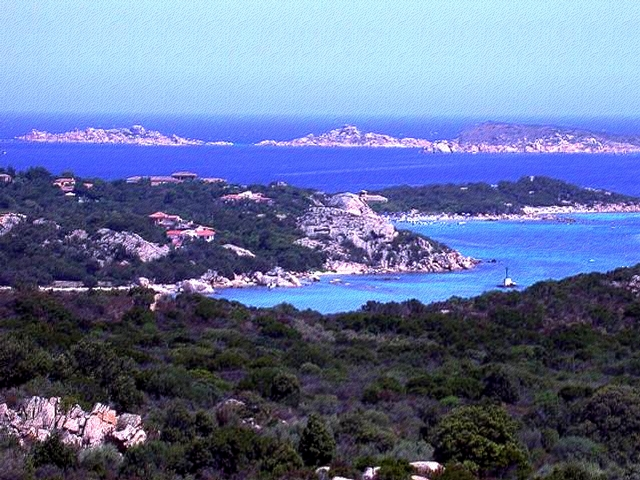
Costa Smeralda

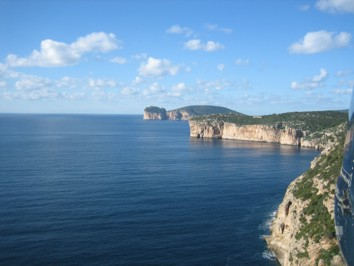
Riviera del Corallo

- Costa Smeralda: è un tratto costiero gallurese nel nord-est della Sardegna. L'espressione, coniata negli anni sessanta, indicava originariamente il solo tratto della costa di Arzachena, in provincia di Sassari.
- Costa Paradiso: situata nel nord dell'isola, in provincia di Sassari a Trinità d'Agultu e Vignola, è caratterizzata da ampie coste rocciose, intervallate da calette di sabbia, per lo più accessibili via mare e dalla spiaggia di Li Cossi, raggiungibile a piedi dal villaggio di Costa Paradiso attraverso un sentiero.
- Costa Verde: è il nome di un litorale della Sardegna occidentale affacciato sul Mar di Sardegna e situato a sud del golfo di Oristano. Si estende per circa 50 km tra Capo Frasca, a nord, e Capo Pecora e Portixeddu, a sud, ed appartiene ai comuni di Arbus e Fluminimaggiore, nella provincia del Sud Sardegna.
- Riviera del Corallo: è il tratto costiero della Sardegna nord-occidentale dominato dalla città di Alghero a sud della pianura della Nurra. Così chiamata per la grande importanza del corallo rosso che nelle sue acque viene pescato e lavorato per farne gioielli ed ornamenti fin dai tempi dell'antica Roma. Si tratta di una regione turistica compresa nella quasi totalità nel comune di Alghero, e si affaccia sul mar di Sardegna, più precisamente sulla rada di Alghero.

## Sicilia
- Costa saracena: è una località balneare del comune di Augusta nel libero consorzio comunale di Siracusa.
- Riviera dei Limoni: è la costa ionica nei pressi di Acireale (Catania).

## Friuli-Venezia Giulia
- Costa adriatica friulana e Costa del Sole o Riviera gradese: sono tratti costieri bassi e sabbiosi; qui si trovano le mete turistiche di Lignano Sabbiadoro e Grado. Sono presenti due importanti lagune, di Marano e di Grado, e numerose piccole isole.
- Riviera triestina: è tendenzialmente rocciosa